# Mireille Masangu
 (juillet 2024).
Si vous disposez d'ouvrages ou d'articles de référence ou si vous connaissez des sites web de qualité traitant du thème abordé ici, merci de compléter l'article en donnant les références utiles à sa vérifiabilité et en les liant à la section « Notes et références ».
En pratique : Quelles sources sont attendues ? Comment ajouter mes sources ?
Mireille Masangu Bibi Muloko, née le 7 décembre 1972 à Kinshasa, est une femme politique de la république démocratique du Congo. Députée de la deuxième législature de la Troisième république congolaise, elle est nommée ministre du Genre, de la Famille et des Enfants, le 24 mars 2023, dans le gouvernement Lukonde II. Elle est remplacée par Léonie Kandolo Omoyi, le 29 mai 2024, laquelle entre officiellement en fonction le 13 juin 2024 ,.

## Biographie
Mireille Masengu Bibi Muloko est née a République démocratique du Congo, elle est détentrice d'un diplôme de Licence en sciences politiques de l'université de Lubumbashi.
Elle est élue dans la circonscription de  Lubumbashi Ville dans la Province du  Haut Katanga.